# Taiwanioideae
Taiwanioideae is de botanische naam van een onderfamilie uit de cipresfamilie (Cupressaceae).

## Soorten
- geslacht Taiwania
  - Taiwania cryptomerioides
  - Taiwania flousiana